# Vasif Durarbəyli
Vasif Durarbəyli est un joueur d'échecs azerbaïdjanais né le 24 février 1992 à Sumqayit. Grand maître international depuis 2010, il a remporté le championnat d'Europe d'échecs de la jeunesse dans la catégorie des moins de dix-huit ans en 2010 et le championnat du monde des moins de 14 ans en 2006. 
Au 1er avril 2017, il est le 154e joueur mondial et le septième Azerbaïdjanais avec un classement Elo de 2 630 points.

## Coupes du monde
Vasif Durarbəyli a représenté l'Azerbaïdjan lors de la coupe du monde d'échecs 2013 (éliminé au premier tour par Anton Korobov) et de la coupe du monde d'échecs 2015 (éliminé au premier tour par Lê Quang Liêm).
Lors de la Coupe du monde d'échecs 2021, il bat le Finlandais Dmitri V. Sklyarov au premier tour, le Russe Aleksandr Predke au deuxième tour, le Tchèque David Navara au troisième tour et l'Ouzbek Nodirbek Abdusattorov au quatrième tour. Il est battu au cinquième tour (huitième de finale) par l'Indien Vidit Santosh Gujrathi.
| Année | Lieu   | Résultat                            | Ultime adversaire      | Adversaires battus                                                        |
| ----- | ------ | ----------------------------------- | ---------------------- | ------------------------------------------------------------------------- |
| 2013  | Tromsø | premier tour                        | Anton Korobov          |                                                                           |
| 2015  | Bakou  | premier tour                        | Lê Quang Liêm          |                                                                           |
| 2021  | Sotchi | huitième de finale (cinquième tour) | Vidit Santosh Gujrathi | Dmitri V. Sklyarov, Aleksandr Predke, David Navara, Nodirbek Abdusattorov |
| 2023  | Bakou  | deuxième tour                       | Jules Moussard         | Leonel Figueredo Losada                                                   |

## Compétitions par équipe
Vasif Durarbəyli a participé à l'olympiade d'échecs de 2006 (1 point sur 3 au deuxième échiquier de réserve). En 2013, il joua au quatrième échiquier de l'Azerbaïdjan lors du championnat du monde d'échecs par équipe de 2013 (il marqua 2,5 points sur 6 et son équipe finit huitième sur dix équipes).
Il a participé à l'olympiade d'échecs de 2016 au premier échiquier de l'équipe d'Azerbaïdjan B.

## Championnat national
Vasif Durarbəyli a remporté le championnat d'Azerbaïdjan d'échecs à deux reprises, en 2021 et en 2023.